# 男尻Night
『男尻Night』（だんじりナイト）は日本のバンド、Janne Da Arcのライブビデオ。2003年12月25日発売。発売元はcutting edge。

## 解説
2003年10月4日に新宿LIQUID ROOMで行われた男性限定ライブ。なお、2ヶ月ほど前にも大阪BIG CATにて同名のライブが行われている。2回目のアンコールで演奏された「DEATH!!」はCD未収録曲であり、ka-yuがヴォーカルを務めている。

## 収録曲
1. (S.E) Deja-vu
2. explosion
3. OASIS
4. ヴァンパイア
5. Resistance
6. 7 -seven-
7. AGE
8. So Blew
9. 餓えた太陽
10. curse
11. マリアの爪痕
12. GUILTY PAIN
13. MOTHER BRAIN
14. -救世主 メシア-
15. 桜
16. 霞ゆく空背にして
17. DEATH!!
18. Judgement 死神のKiss